# Лесхоз (Алтайский край)
Лесхоз — упразднённый посёлок в Алейском районе Алтайского края России. На момент упразднения входил в состав Боровского сельсовета. Исключён из учётных данных в 1982 году.

## География
Посёлок находился в центральной части края, на протоке Устье между озёрами Серебренниковское и Песчаное, на расстоянии приблизительно 2 километров (по прямой) к северо-востоку от села Серебренниково.

### Климат
Резко континентальный. Средняя температура января −17,6 °С, июля — +20 °С. Годовое количество осадков — 440 мм.